# ديلان هيوز
ديلان هيوز (23 يناير 1985 بفانكوفر في كندا - ) هو لاعب كرة قدم كندي في مركز الهجوم. شارك مع منتخب كندا تحت 17 سنة لكرة القدم ومنتخب ويلز تحت 21 سنة لكرة القدم. أما مع النوادي، فقد لعب مع آر كي سي فالفيك وفي في في فينلو ونادي كايزرسلاوترن ويان ريغينسبورغ و1. FC Kaiserslautern II ‏ وMakedonikos F.C. ‏ وFT Starnberg 09 ‏.